# Stornoway Diamond Corporation
Stornoway Diamonds est l'une des plus importantes sociétés canadiennes d'exploration et de mise en valeur de propriétés diamantifères. Son projet phare, le projet Renard, a constitué la première mine de diamants au Québec. Stornoway maintient également un programme d'exploration diamantifère comprenant des projets avancés et de reconnaissance dans les régions les prometteuses du Canada .
La société et ses filiales comptaient 33 employés à plein temps au 25 juillet 2013.

## Histoire
Stornoway a été créée en 1986 en Colombie-Britannique, Canada, sous le nom Condor Precious Metals Inc. Elle est connue sous le nom de Stornoway Diamond Corporation depuis 2003.En 2012, alors que s'accélérait le développement de son projet Renard, situé dans le Nord du Québec, Stornoway déménage son siège social, de Vancouver à Longueuil, dans l'agglomération de Montréal, Québec.
Grâce à son développement endogène et à quelques acquisitions, Stornoway s'est progressivement constitué un portefeuille de projets diamantifères, tous situés au Canada, qui en sont à divers stades de développement.

## Projets
Au 25 juillet 2013, Stornoway détient un portefeuille de participations, directement ou par l'entremise de coentreprise, dans quelque 17 propriétés représentant environ 325 000 hectares, lesquels peuvent être sommairement subdivisés en 45 000 hectares de projets au stade de l'« aménagement ». (la propriété Foxtrot, qui comprend notamment le projet diamantifère Renard), 171 000 hectares de propriétés au stade de l'exploration avancée (Aviat et Qilalugaq, au Nunavut, ainsi que Timiskaming, de part et d'autre de la frontière Québec-Ontario) et 117 000 hectares de projets au stade précoce (la propriété Pikoo, en Saskatchewan et autres, situées principalement dans le Nord du Québec).

## Projet Renard
Le projet diamantifère Renard est la propriété phare de Stornoway. Couvrant une superficie de quelque 48 000 hectares (au 25 juillet 2013), le projet Renard fait partie d'une propriété de plus grande taille, la propriété Foxtrot, située dans les monts Otish, au nord de la ville de Chibougamau et la communauté crie de Mistissini, dans le Nord du Québec.
Stornoway est devenue propriétaire d'une participation dans la propriété Foxtrot en 2007, lorsqu'elle a fait l'acquisition d'une compagnie appelée Les Mines Ashton Canada inc.. Ashton  détenait des droits d'exploration sur la société Foxtrot depuis 1996, alors qu'elle avait conclu un accord de coentreprise avec Soquem, une société d'état du Québec, dont la mission était d'explorer et de mettre en valeur le sous-sol québécois. Exploitée par Ashton, cette coentreprise s'est initialement intéressée à un territoire de plus de 400 000 km2 dans le Nord du Québec. À l'intérieur de ce territoire, au fil des ans la coentreprise Ashton-Soquem a acquis les droits sur la propriété Foxtrot, puis sur d'autres propriétés d'intérêt diamantifère.
En 2011, Stornoway a acquis la participation de Soquem dans le projet Renard en échange d'une importante participation de Soquem au capital-actions de Stornoway et d'une redevance de 2 % sur la valeur des diamants à être extraits de Renard.
De 1996 à 2011 les dépenses d'Exploration consacrées à cerner et à évaluer le projet diamantifère Renard se comptent en plusieurs dizaines de millions de dollars. En décembre 2011, Stornoway a complété une étude de faisabilité de projet Renard et a déposé auprès des organismes compétents une étude d'évaluation d'impact sur l'environnement et le milieu social; en mars 2012, Stornoway a conclu une convention sur les répercussions et les avantages, la Convention Mecheshoo  (ou Renard en langue cri avec la Nation crie de Mistissini et le grand Conseil des Cris (Eeyou Istchee)/ l'Administration régionale crie.
En octobre 2012, Stornoway a obtenu le bail minier nécessaire à la mise en exploitation du projet Renard. En décembre, elle a obtenu l'approbation de son plan de fermeture pour la mine, ainsi que le certificat d'autorisation global du ministère de développement durable, de l'environnement, de la Faune et des Parcs du Québec à l'égard du projet Renard. Au cours des mois suivants, Stornoway a négocié et structuré le financement de la construction et de l'aménagement de la mine. Comportant l'émission de capital-actions, des débentures convertibles, des emprunts et une participation à la production à venir du projet, ce financement totalise un milliard de dollars. Il a été complété le 8 juillet 2014. Parallèlement, Stornoway a entrepris la construction des infrastructures nécessaires au désenclavement du site minier. Ainsi elle a complété, au cout de 70 millions de dollars, sa portion de 97 km d'une route de 240 km reliant le site minier au réseau routier québécois. L'autre portion est sous la responsabilité du gouvernement du Québec. Le chemin est accessible au public sur toute sa longueur. Stornoway a également entrepris la construction d'un aérodrome sur le site minier. Cet aérodrome doit être complété en octobre 2014.
Les travaux de construction la mine proprement dite ont été inaugurés le 10 juillet 2014. Au total, l'exploration, la découverte, l'évaluation, la conception et le financement de Renard ont requis 18 ans de travail.
Il est prévu que la mine entrera en exploitation commerciale au deuxième trimestre de 2017.

## Actionnariat
En date du 8 juillet 2014, à la suite de la conclusion du financement du projet Renard , les principaux actionnaires de Stornoway, ainsi que leur participation approximative au capital-actions (non-dilué) de la société sont les suivants:
- Investissement Québec, une société d'État québécoise, et ses filiales: 29 %
- Orion Mine Finance, une société d'investissement minier américaine, et ses filiales: 25 %
- Caisse de dépôt et placement du Québec: 6 %.